# Vinson Chiu
Vinson Chiu (8 de agosto de 1998) es un deportista estadounidense que compite en bádminton. Ganó una medalla de plata en los Juegos Panamericanos de 2023, en la prueba de dobles mixto.

## Palmarés internacional
| Juegos Panamericanos | Juegos Panamericanos | Juegos Panamericanos | Juegos Panamericanos |
| Año                  | Lugar                | Medalla              | Prueba               |
| -------------------- | -------------------- | -------------------- | -------------------- |
| 2023                 | Santiago (Chile)     | Medalla de plata     | Dobles mixto         |